# Marc Ancel
 (septembre 2015).
Si vous disposez d'ouvrages ou d'articles de référence ou si vous connaissez des sites web de qualité traitant du thème abordé ici, merci de compléter l'article en donnant les références utiles à sa vérifiabilité et en les liant à la section « Notes et références ».
Pour les articles homonymes, voir Ancel.
Marc Ancel, né le 14 juillet 1902 à Izeste (Pyrénées-Atlantiques) et mort le 4 septembre 1990 à Grasse, fils de Léon Ancel, directeur d'école normale, est un magistrat et théoricien du droit, auteur d'une théorie pénale appelée La Défense sociale nouvelle qui consiste à repenser tout le système pénal autour de la réadaptation sociale du délinquant. Son œuvre a été pour Robert Badinter le fondement de la rédaction du Nouveau Code Pénal.

## Biographie
Après des études secondaires terminées au lycée Henri-IV, il obtient une licence de lettres (en 1922), puis entreprend des études de droit qui le conduisent à un doctorat de droit en 1927, puis à passer l'examen d'entrée dans la magistrature en 1929. Dans les années 1950 et 1960, il est conseiller à la Cour de cassation et secrétaire général puis président de la Société de législation comparée. Il est en outre membre du comité directeur de l'Association des juristes européens (AJE) dont il devient le président dans le courant des années 1970.
Il termine sa carrière comme président de chambre honoraire à la Cour de cassation et il est élu membre de l'Académie des sciences morales et politiques en 1970. Son épouse est décédée en 1961.

## Publications
- La « Common Law » d'Angleterre, 1927, thèse de doctorat,
- La Réforme pénale soviétique : Code pénal, Code de procédure pénale. - Lois d'organisation de la République socialiste fédérative soviétique de Russie du 27 octobre 1960, 1962, Centre français du droit comparé,
- Code pénal yougoslave de 1951, traduction de Kutbi Akkan avec une notice spéciale par Marc Ancel,
- Code pénal de l'Éthiopie du 23 juillet 1977,
- Les Codes pénaux européens, dir. Marc Ancel, 1957-1961, 5 volumes, Paris, Centre français du droit comparé,
- « De la vengeance expiatoire au traitement des délinquants » dans L'évolution du droit criminel contemporain. Recueil d'études à la mémoire de Jean Lebret, Paris, PUF, 1968, p. 5-11,
- « L'individualisation judiciaire et la défense sociale » dans Revue internationale de criminologie et de police technique, vol. V, 1951, no 3, juillet-septembre, p. 194-204,
- La Défense sociale nouvelle, un mouvement de politique criminelle humaniste, 1954, 3e édition, Cujas, Paris, 184 p. (voir recension en 1968 dans la Revue internationale de droit comparé)
- « La Déclaration des droits de l'homme et du citoyen de 1789 et la politique criminelle » dans Archives de politique criminelle, 1990, no 12, p. 11-21.

## Distinctions
- Commandeur de l'Ordre de la Légion d'honneur,
- Commandeur de l'Ordre du Drapeau yougoslave,
- Docteur honoris causa de l'université de Genève,
- Docteur honoris causa de l'université d'Édimbourg,
- Membre d'honneur de l'Institut de criminologie de Buenos-Aires.